# An-šun
An-šun (安顺, v pinyinu Ānshùn) je městská prefektura v Čínské lidové republice v provincii Kuej-čou. V roce 1999 mělo město 217 215 obyvatel a byl zde významný letecký průmysl.
Nachází se zde známý vodopád Chuang-kuo-šu.

## Administrativní členění
Městská prefektura An-šun se člení na šest celků okresní úrovně, a sice dva městské obvody, jeden  okres a tři autonomní okres.
| městský obvod · Si-siou městský obvod · Pching-pa okres · Pchu-ting autonomní okres · Čen-ning autonomní okres · Kuan-ling autonomní okres · C’-jün |                      |                       |                    |                                  |
| Název | Název                | Počet obyvatel (2020) | Rozloha km² (2020) | Hustota zalidnění (obyv. na km²) |
| český přepis | znaky                | Počet obyvatel (2020) | Rozloha km² (2020) | Hustota zalidnění (obyv. na km²) |
| Městské obvody |                      |                       |                    |                                  |
| Si-siou | 西秀区               | 870 441               | 1 725              | 505                              |
| Pching-pa | 平坝区               | 347 060               | 992                | 350                              |
| Okres |                      |                       |                    |                                  |
| Pchu-ting | 普定县               | 376 285               | 1 084              | 347                              |
| Autonomní okresy |                      |                       |                    |                                  |
| Čen-ning (pujiský a miaoský) | 镇宁布依族苗族自治县 | 299 696               | 1 704              | 176                              |
| Kuan-ling (pujiský a miaoský) | 关岭布依族苗族自治县 | 283 497               | 1 472              | 193                              |
| C’-jün (miaoský a pujiský) | 紫云苗族布依族自治县 | 293 651               | 2 270              | 129                              |
| |                      |                       |                    |                                  |
| Celkem | Celkem               | 2 470 630             | 9 246              | 267                              |